# Янкин, Владимир Алексеевич
Владимир Алексеевич Янкин (12 марта 1943, Москва) — советский футболист. Мастер спорта СССР (1967).

## Карьера
Воспитанник ДЮСШ «Динамо» (Москва). Начал карьеру во взрослой команде в сезоне 1961 года. Не сыграл ни одной игры в чемпионате за первую команду, перешёл в кировское «Динамо». Сезон 1966 года начал в московском «Спартаке», где играл до 1971 года. В следующих командах («Локомотив» Москва и «Кайрат» Алма-Ата) проиграл по сезону. Завершил карьеру игрока в рижской команде «Даугава»..

## Достижения
- Чемпион СССР 1969 года.
- Серебряный призёр чемпионата СССР 1968 года.